# Samoana inflata
Samoana inflata foi uma espécie de gastrópode da família Partulidae.
Foi endémica da Polinésia Francesa. Está extinta como resultado da introdução da espécie predadora Euglandina rosea.